# Ottendorferův dům
Ottendorferův dům je koncertní a přednáškový sál ve Svitavách, jenž byl zřízen v budově někdejší Ottendorferovy knihovny. Sál poskytuje, kromě jiných akcí, též zázemí pro činnost místního Kruhu přátel hudby. Ročně se zde uskuteční deset až dvanáct koncertů vážné hudby. Některé koncerty vážné hudby jsou pořádány také ve svitavských kostelích.
Od září 2008 jsou přízemní prostory domu sídlem Muzea esperanta.

## Historie
Budova Ottendorferova domu původně sloužila jako knihovna a vznikla za podpory svitavského mecenáše a newyorského občana Oswalda Ottendorfera (1826–1900). Díky jeho peněžním darům byla ve Svitavách postavena nemocnice (1883), sirotčinec (1884) a budova veřejné knihovny a čítárny.
Oswald Ottendorfer zadal v New Yorku rakouskému architektovi Germano Wanderleyovi z Brna stavbu, která měla být důstojným reprezentantem města Svitav. Stavební práce začaly v roce 1891 a v roce 1892 byla slavnostně za Ottendorferovy přítomnosti knihovna otevřena. Budova postavená v neorenesančním stylu stojí na místě rodného domku mecenáše stavby pana Oswalda Ottendorfera. 
Svitavská knihovna a čítárna původně vlastnila 22.000 svazků a byla největší a nejmodernější německou knihovnou na Moravě. Knihovnu navštívil v roce 1929 i první československý prezident T. G. Masaryk. Po 2. světové válce knihovna byla zčásti rozkradena a zbytek původního knižního fondu nyní opatruje městské muzeum a galerie, dochovalo se z něj pouze 5500 svazků. V letech 1989–1992 zde probíhala nákladná rekonstrukce, která vrátila Ottendorferově knihovně její bývalý půvab.